# 워룽 자연 보호구

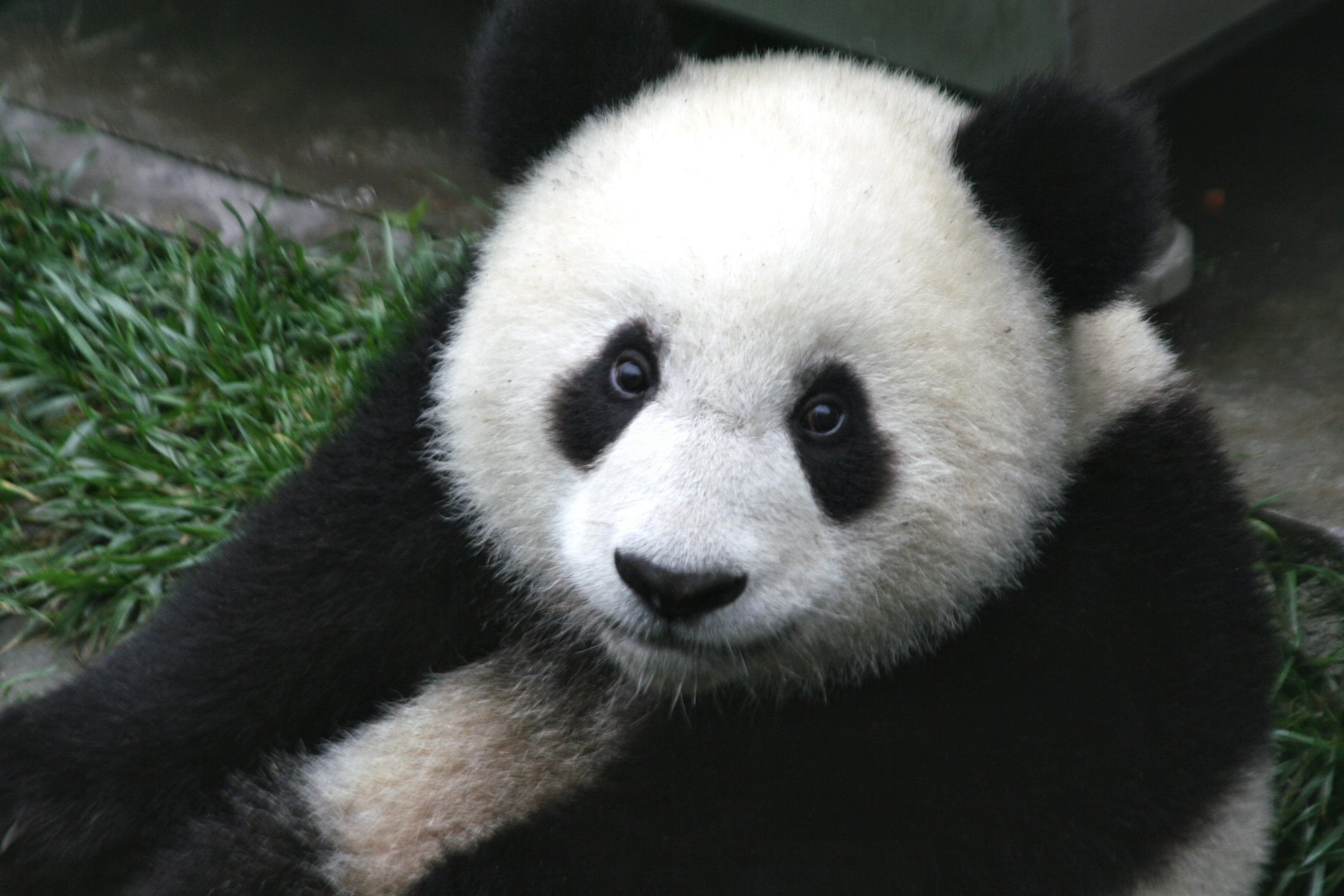

워룽 자연 보호구(臥龍自然保護區) 또는 워룽 판다 보호구역은 고산 생태계를 보호하고 진귀한 동물을 위주로 보호하는 종합성 국가급 자연 보호구로 1963년에 실립되었다. 매우 희귀한 자이언트판다를 보호하면서 관련 연구를 수행하기 위해 최초로 자연보호구역으로 지정된 곳이며, 위기에 처한 동물들을 보호하는 운동의 국제적인 상징이다.워룽은 온대 대나무 숲이 울창한 산악 지역이다. 짙은 안개에 덮여 있거나 일년 내내 비를 몰고 다니는 구름과 해발 고도가 4,600미터인 바랑산의 그림자 속에 둘러싸여 있다.

## 위치
중국 쓰촨성 북부

## 면적
총 면적 20만헥타르, 남북 거리 62km, 동서 거리 52km로 중국에서 가장 큰 판다 자연보호구이다.

## 서식생물
수류 103종, 조류 281종, 파충류 21종, 양서류 14종, 어류 11종, 포유류 45종을 포함한 척추동물 약 450종이 있다. 채집된 곤충표본은 약 1700종, 고등식물 표본이 4000여종이다.
- 국가 중점 보호동물
  - 자이언트판다, 들창코원숭이, 타킨, 운표, 하얀 주둥이 사슴, 중국비단꿩
- 국가 중점 보호식물
  - 공동, 계수나무, 주목나무

## 프로젝트
- 자이언트판다 번식센터

인공수정을 통해 판다들을 만들고 판다들이 성숙한 뒤에 야생으로 방사되어서 그들이 자연적인 번식활동을 함으로써 개체 수를 늘리거나 유지하기 위해 세워졌다.
- 식물 연구

판다의 주식이자 이 지역의 대표적 식물인 대나무와 도브나무, 개비자나무처럼 희귀하면서 판다 보호에 도움이 되는 식물들을 주로 연구한다.

## 알비노자이언트판다
2019년 4월 워룽 판다 자연보호구역에서적외선 카메라로 촬영한 세계 최초 야생 알비노 판다가 발견됐다. 선천적으로 멜라닌이 합성되지 않는 알비노 동물은 털이나 피부는 희고, 동공은 모세혈관의 투과로 적색으로 나타난다. 드물지 않게 태어나지만 무리에서 도태되기 쉽고 천적에게도 쉽게 발견돼 야생에서 살아남기 매우 어렵지만, 사진으로 볼 때 백색증은 이 판다의 일상에 별 다른 영향을 미치지 않았다.

## 같이 보기
- 청두 판다 연구기지
- 쓰촨 대왕판다 서식지